# Romolo Parodi
Romolo Parodi (Genova, 6 dicembre 1935 – Genova, 13 febbraio 2025) è stato un pallanuotista e allenatore di pallanuoto italiano.

## Biografia
La carriera di Romolo Parodi ebbe inizio nel Genoa Nuoto (oggi Genova nuoto) per poi proseguire a suon di successi nella Rari Nantes Camogli, con cui vinse il campionato italiano del 1957.
Negli anni di Camogli è compagno di squadra di Vio Marciani, che per lui sarà amico fraterno e punto di riferimento nello sport e nella vita.
Alla fine degli anni '50, Parodi è punto fermo della Nazionale italiana. Nel 1959 è medaglia d'oro ai Campionati mondiali militari di Madrid. Nel 1960, passato dalla R.N. Camogli alle Fiamme Oro, vince il Campionato italiano pallanuoto indoor, con finali disputate a Genova. Nel 1960 pur essendo stato convocato ai collegiali pre olimpici, disputando tre partite ufficiali, una contro la Germania e due contro l’Ungheria, non partecipò alle Olimpiadi di Roma 1960.  L’allora Commissario tecnico  Bandy Zolyomy lo mise inspiegabilmente fuori rosa.
Nel 1971 accetta la proposta di trasferirsi in Sicilia, su invito di Concetto Lo Bello, allora presidente del Circolo Canottieri Ortigia di Siracusa, che gli affida il ruolo di giocatore-allenatore. Tra i campioni che lanciò spiccano Paolo Caldarella e Sandro Campagna, futuri vincitori olimpici del 1992, e il figlio Bruno che esordisce quindicenne in serie A1 con il Circolo Canottieri Ortigia, guidato dal tecnico spagnolo Joseph Brasco e che conseguirà un bronzo alle Universiadi di Buffalo nel 1993.
Romolo Parodi lascia i biancoverdi, una prima volta nel 1980 per trasferirsi alla Nuoto Catania, rimanendovi nelle stagioni 1980-81 e 1981-82. L'anno successivo torna a Siracusa rimanendovi per tre stagioni. Nel 1987 assume la guida tecnica della Chiavari nuoto sino al 1989, quando ritorna al suo primo amore, la Rari Nantes Camogli.
Torna nuovamente in Sicilia, sempre all'Ortigia, fino al 1994. Chiuderà la sua carriera alla Leonessa Brescia, salvandola dalla retrocessione in A2, per tornare in forza alla F.I.N di Genova sino al 2000.